# Bislett Games 2015
I Bislett Games 2015 sono stati la 48ª edizione dell'annuale meeting di atletica leggera denominato Bislett Games, che ha luogo al Bislett Stadion di Oslo, l'11 giugno 2015. Il meeting è stato anche la sesta tappa del più prestigioso circuito di atletica leggera al mondo IAAF Diamond League 2015.

## Risultati
Di seguito i primi tre classificati di ogni specialità.

### Uomini
| Specialità       |                        | Prestazione | 2º classificato      | Prestazione | 3º classificato     | Prestazione |
| 200 m            | Christophe Lemaitre    | 20.21       | Anaso Jobodwana      | 20.39       | Richard Kilty       | 20.54       |
| 400 m            | Steven Gardiner        | 44.64       | Matthew Hudson-Smith | 45.09       | Pavel Maslák        | 45.39       |
| Miglio           | Asbel Kiprop           | 3:51.45     | Silas Kiplagat       | 3:51.72     | Pieter-Jan Hannes   | 3:51.84     |
| 3000 metri siepi | Jairus Kipchoge Birech | 8:05.63     | Conseslus Kipruto    | 8:11.92     | Paul Kipsiele Koech | 8:12.20     |
| Salto in alto    | Guowei Zhang           | 2.36 m      | Marco Fassinotti     | 2.33 m      | Mutaz Essa Barshim  | 2.33 m      |
| Salto in lungo   | Greg Rutherford        | 8.25 m      | Michael Hartfield    | 8.04 m      | Aleksandr Men'kov   | 8.00 m      |
| Lancio del disco | Robert Urbanek         | 63.85 m     | Erik Cadée           | 62.32 m     | Piotr Małachowski   | 62.32 m     |

     Atleti al primo posto della classifica di specialità

### Donne
| Specialità             |                     | Prestazione | 2º classificato            | Prestazione | 3º classificato          | Prestazione |
| 100 m                  | Murielle Ahouré     | 11.03       | Veronica Campbell-Brown    | 11.08       | Cristina Oliveira Santos | 11.27       |
| 1500 m                 | Laura Muir          | 4:00.39     | Faith Chepngetich Kipyegon | 4:00.94     | Dawit Seyaum             | 4:02.90     |
| 5000 m                 | Genzebe Dibaba      | 14:21.29    | Senbere Teferi             | 14:38.57    | Viola Jelagat Kibiwot    | 14:40.43    |
| 100 m ostacoli         | Jasmin Stowers      | 12.84       | Brianna Rollins            | 12.84       | Queen Harrison           | 13.02       |
| 400 m ostacoli         | Kaliese Spencer     | 54.15       | Georganne Moline           | 54.29       | Zuzana Hejnová           | 55.14       |
| Salto triplo           | Caterine Ibargüen   | 14.68 m     | Gabriela Petrova           | 14.57 m     | Olha Saladukha           | 14.46 m     |
| Getto del peso         | Christina Schwanitz | 20.14 m     | Michelle Carter            | 19.20 m     | Brittany Smith           | 18.93 m     |
| Lancio del giavellotto | Marharyta Dorozhon  | 64.56       | Sunette Viljoen            | 64.36       | Barbora Špotáková        | 64.10       |

     Atlete al primo posto della classifica di specialità